# Miguel Martínez (zapaśnik)
Miguel Martínez Palacios (ur. 23 marca 1991) – kubański zapaśnik walczący w stylu klasycznym. Olimpijczyk z Rio de Janeiro 2016, gdzie zajął dwunaste miejsce w kategorii 66 kg.
Zajął 24 miejsce na mistrzostwach świata w 2017. Trzeci na igrzyskach panamerykańskich w 2015. Złoto mistrzostw panamerykańskich w latach 2014 - 2017, a także igrzysk Ameryki Środkowej i Karaibów w 2014 roku.